# Римска мозаичка уметност
Римска мозаичка уметност која је имала највећи домет у периоду од 100. п. н. е. до 500. године дала је мноштво уметничких дела, али није дала неких нарочитих новина, била је значајна допуна римској архитектури. Они су очувани на свим територијама некадашње Римске империје, од северне Африке па све до Дунава, а израда мозаичких подова у базену Средоземног мора достигла је највеће размере у првих 500 година после Христа.
Освајањем грчких градова Римљани су заправо присвајали уметничка дела и доносили их их у Рим. Међутим са данашњега становшта, римска култура није била само дериват или имитација грчке културе, него је баштинила и етрушчанску културу, различиту и од римске и од грчке. Зато за римску мозаичку уметност може се рећи даје она била мост према изгубљеним хеленистичким ремек делима, према којима су се дивили, копирали их и преводили у друге уметничке изражаје.
Римљани су временом постали одлични градитељи и врсни технолози широког образовања, о чему најбоље говоре „Десет књига о архитектури” М. П. Витрувије, за кога се не зна тачно када је живео (за Јулија Цезара или Аугуста у 1. век п. н. е.), и у свом градитељству добро су спојили месопотамијску градњу опеком и грчку обраду камена са сопственим зидањем на нов - римски начин.

## Општа разматрања
Плиније Старији о пореклу мозаичких подова недвосмислено навод, и са пуно поштовања, да је то грчки изум, „pavimenta originem apud Graecos habent”, из Хеленистичких средишта мозаика (Делоса, Пергамона, Александрије) у којима су посебну важност придавали изради вишебојних емблемата. Мајстори мозаика из тих средишта одлазил су тражећи посао у Италији, и другим римским провинцијама, где су били добро прихваћени. То је нанајидљивије у најранијим помпејанским мозаицима који у потпуности опонашају хеленистичку традицију.
Највећи помак у стварњу Римских мозаика ипак се догодио након трансформације традиционалне локалне технике при изради пода у оригиналну интерпретацију грчкога мозаичког стила, прилагођеног римском укусу и потребама.
Како је Рим освајао нове територије римска урбанизација и култура утицала је и многа подручја Европе и Азије, која је интензивно започета у 1. веку, када су римским миром (pax romana) постављени темељи за велики културни напредак Римског царства. На тим просторима надмоћна римска култура мешала се са домаћом традицијском, стварајући нову провинцијску културу са локалним обелжјима, „као каменчић у великом мозаику римкога козмополитизма”.
Римски мозаици, као и читава античка уметност, имају наративан карактер и приказују одређену причу или догађај. Облици се сенче, па је представа блиска свету природе и стварности.
Како је мозаик за извођење најкомпликованија уметност, која је захтевала екипни рад заснован на расподели послова који се изводе одређеним и строгим редоследом, Римски мозаик у почетном раздобљу није био ни стилски ни технолошки савршен. Његова трајност и вредност зависила је од вештине, знање и искустве мозаичара, што је видљиво на дуктусу површине и на квалитету употребљеног материјала.
Тежина израде мозаика још више долази до изражаја ако се узме у обзир чињеница да су Римљани израђивали изузетно велики мозаик. Један такав је „Битка код Иса” или Александров мозаик, нађен у једној кући у Помпеји. Александров мозаик је ремек-дело драматичног приказима битке. Изузетно велики (2,72 х 5,13 метара) израђен је техником vermiculatum, ситним коцкицама у богатим нијансама боја. Облици су моделовани сенкама, а у просторним решењима видљива су смела скраћења. Величанствени призор битке посебно је наглашен снажним покретима бројних фигура, коња и коњаника.
Међу многобројним истичу се и римски подни мизаици у Салони, на којима су представљени Орфеј и песникиња Сапфо окружени птицама и геометријским мотивима; затим подни мозаици у Ромулијани, од којих један приказује Диониса са леопардом, а други двојицу лица у борби са лавом. На овом мозаику лица двојице људи моделована су ситним комадићима камена и нијансираним бојама, а цела мозаичка слика има високе колористичке вредности зансоване на контрасту комплементарних боја.
У једној вили у Рисну, у Бококоторском заливу, подни мозаици имају геометријске шаре, са централно постављеном лежећом представом Хипноса, бога сна.

## Када је започета израда мозаика у Римском царству?
Када је започета израда мозаика у Римском царству нема прецизних података све до Диоклецијана, за чије владавина је 301. година написан „Edictum De Pretiis Rerum Venalium” („Едикт о ценама”), у коме су одређене дневнице уметника, занатлија и обичних радника. Главни покретач и водитељ посла био је „pictor imaginarius” који је осмишљавао и сликао мозаички картон. Он је имао зараду од 150 сестерција дневно (на овај износ није плаћао порез). Тако је било све до 14. века). Оригинални сликовни приказ начина израде мозаика видљив је на мермерном барељефу из Остије на коме: двојица носе вреће са материјалом, остали припремају подлогу и израђују тесере под будним оком главног мајстора - мозаичара.
Овај тешки посао радио се углавном једним делом на лицу места (клечећи и чучећи), а другим делом у радионицама, у којима су се изврађивале емблеме, које су потом постављане унутар мозаичке површине.
Све до 1. века п. н. е. мозаик се сматрао луксузом и његова употреба била је ограничена, али с временом доживљава промене у стилском и технолошком смислу. Неке важне просторије римских кућа облажу се мозаиком и у техници opus sectile декоративна, зидна или подна техника облагања разаним вишебојним мермерним плочама (crustae) исте дебљине које су, по начелу контраста, обликовале једноставне, геометријске или фигуралне мотиве.
Та изворно источњачка техника, временом се проширила у Риму почетком 1. века п. н. е., а посебно је била цењена у раздобљу Царства. Opus sectile се изводио и од других материјала, нпр. различитих кречњачких шкриљаца, вулканског камења или керамике. С обзиром да се површином мозаика ходало, подлога је морала бити чврста и еластична, пропусна као сито, уз осигурану дренажу и остале квалитете што се постизало по слојевима. Сама вредност мозаика диктирала је и подлогу, што је време показало, јер су неки мозаици лоше технолошки израђени брзо пропадали. Историјски гледано детаљни опис израде мозаика је обавијен велом тајне, тако да се поједини детаљи сазнају само од појединих аутора: Като Старији, Колумела, Паладије, Плиније и Витрувије.
Са употребом скупоцених увозних мермера порасла је и њихова цена, тако да се мозаик употребљава само за јавне зграде и куће богаташа, који су испољили велику потражњу за подовима рађеним у техници „opus vermiculatum”. Подни мозаици направљени том техником изводе се све до краја 1. века. И даље су на цени хеленистичке емблемате и неуоквирени средишњи фигурални делови, направљени такође у техници opus vermiculatum, и тако све до краја 2. века. У каснијим периодима, све снажнијег Римског царства, може се рећи да није било куће или римске виле у којој није било мозаика (наравно различитог уметничкоги мајсторког квалитета).

## Техника израде
Мозаик је саткан од малих тесера, каменчића - lithostrata, како их је називао Плиније Старији. Плиније још од Сулиног доба (око 85. п. н. е) обрађене тесере; као клинасте форме (теселе), или оне различитог облика (коцка, правокутник, ромбоид и сл.), као и оне уграђене тако да формирају облике личности, мотиве и дезене, дели на оне од стакла и оне за подове и зидове. Исто тако наводи како се стакло као мозаички материјал почело употребљавати у Риму у 1. веку.

### Варијанте мозаика

#### Опус барбарикум
Прва и најпримитивнији мозаичка техника сматра се опус барбарикум (opus barbaricum). Ова техника настала на Блиском истоку свој пуни значај и развој добила је у Грчкој. Мозаик се састоји од шљунка неколико боја, на коме је уз помоћу највиших конвенционалних метода импровизован сјај камења. Ови мозаици се налазе у Шпанији (7-4. век п. н. е.), на острву Сицилија, у палати Аи Кханум у Авганистану, главном граду Македоније мозаици из 4-3. века п. н. е, по моделу монохроматизма: „Дионис на леопарду”, „Лов на јелене”, „Лов на лава”.

#### Опус вермикулатум
Ова техничка форма која води порекло из Египта направљена је са веома ситним камењем. Она је омогућила да се створи уметничко дело - мозаик попут класичне слике или илустрација, које је истовремено представљала монументалну и декоративну уметност древног Рима.
Средином 2. века опус вермилулатум је рађен као емблемата од форми које су чинили „ситни или сићушни црвићи” (vermiculatum - црви) - који су тако названи јер су линије цртежа опонашале изглед и кретање црва. Оне сасвим уступају место уоквиреним средишњим фигуралним деловима у којима тесере, сада теселе нису мање од делова који их окружују у опусу tessellatumu. Са њима је уметник могао врло лако извући криве, силуете и све облике предмета који су захтевали већу прецизност. Теселе су најчешће рађене у низу без прекида, и следиле су изохипсе и унутрашњу контуру (граничне и главне унутрашње делове) жељене фигуре за цртање.
Како је расла потражња за подовима рађеним у техници вермикулатум, подни мозаици направљени том техником рађени су све до краја 1. века, да би надаље били на цени хеленистичка емблемата и неуоквирени средишњи фигурални деелови, направљени такође у техници вермикулатум, и тако све до краја 2. века.

#### Псудо амблемата
Средином 2. века емблемата направљене у опус вермикулатум сасвим уступају место уоквиреним средишњим фигуралним деловима у којима тесере, сада теселе (коцкице) које су мање од делова који их окружују у опусу tessellatumu и носиле су назив псудо емблемата Оне су су могле бити израђене и постављене ин ситу (на лицу места) као права емблемата, а заправо су израђиване у радионици, а потом на тацнама доношене у објекат и уметане у упод.

#### Опус музивум
Ова форма мозаика позната под називом (opus musivum или museum) израђивана је од обојеног стакла или глазираних комадића. Метода је коришћена углавном за зидове, од краја трећег века.

#### Опус сектиле
Мозаик израђиван у варијанти опус сектиле (лат. opus sectile) чинили су складни цртежи направљени са већим камењем различитих величина, уз максимално коришћење текстуре и боје примењеног матерјала и штедњу скупог обојеног камена. Техника се заснивала на исецању плоча мермера различитих боја од којих је састављана геометријска фигуре, животињска или човечја фигура. Овај рад сличан је са интарзијама.
Овим стилом мозаика у Римском царству украшавани су најрепрезентативнији простори у палатама, у којима су од танких плоча природног камена, израђиване величанствене разнобојне и аутентичне предтсав у мозаику, „као да их створила сама природа”.
Најбољи примерци овог рада сачувани су у Риму у Аполоновој палати и Палати Флавио.
Опус сектиле изводио се и од других материјала, нпр. разнобојник кречњачких шкриљеваца, вулканског камења или керамике.

#### Опус сигнинум
Најранији примерици пода израђеног у техници под латинским називом opus signinum, откривени су у Картаги и датирају из 3. века. Назив потиче од места Сигнија (у региону Лацио у централној Италији, у близини Тиренског мора). Опус сигнум је заправо један од облика „цементних подова”, и односи се на све збијене подове на бази креча помешаног са песком. Зависно од начина испуне: додатком анорганских агрегата, као нпр. мермерногг брашна, ломљене опеке или угљене прашине, настаје бело-црвени под (opus signinum) или црни (graecanicum). Такође у овај мозаик уметале су се и кречњачке тесере или комадићи мермера, који су образовали једноставне геометријске облике. Тако нпр. направљен збијени под од угљене прашине, креча, пепела и песка био је добар топлотни изолатор и апсорбент у зимској триклини.
Овај рад се доста користио у Италији и Западној Европи, за облагање подова или као премаз за базене (рибњаке), резервоаре, цистерне, итд. Понекад, је у материјал додаван шљунак и ломљени камен.

### Материјали за мозаике њихово порекло и поступак обраде
Материјали за тесере, добијене из локалних извора природног камена, римски мајстори су мешали са додацима ломљене цигле и керамике (теракоте) стварајући обојене нијансе, претежно, плаве, црне, црвене, беле и жуте боје.
Главна препрека у изради доброг мозаика била је та што је он направљен готово без фуга, а површина је морала да буде полирана до високог сјаја. Колико су неки мозаичари били савршени показује Кокок (Сосос) који је осмислио „asarotosoikos“, илузионистички дочаран „непометени под” у триклинију са приказом отпадака са стола.
Израда мозаика био је тежак посао, који се радио углавном на лицу места (клечећи и чучећи), осим емблеме (уметнутог рада) која се обично изводила у радионици и уграђивала на место унутар мозаичке површине. Емблем као начин за израду мозаика открио је један од најславнијих уметника антике и изумитељ тесере Sosos из Пергамона (2. век п. н. е.). Емблема се морала беспрекорно и синхорно изводити у радионици, и обично се постављала у оквире од мермера или теракоте, са подигнутим рубом. Израда ове формр мозаика битно је утицала на цену целокупне мозаичке површине, тако да су у јефтинијим мозаицима уместо ових сложених емблема, извођени јефтинији непокретни „псеудо-емблемати”.
Мермер као главни материјал
Мермор или мрамор, камен који се употребљавао за „тесере” били су углавном средње чврстоће, због бољег брушења и непромењивости боје након деловања времена. Тај назив за камен „антички мермер” - од грчке речи μάρμαρος или marmor или како су га назвали Римљани, касније је усвајен као универзални назив за мермер (метаморфну стену насталу поновном кристализацијом кречњака и доломита).
У доба антике највећи каменоломи налазили су се у Грчкој, Малој Азији, Африци (Египат, Либија, Мароко) и Италији. Повезано са тиме, али и са називом локалитета, различите врсте мермера добиле су и одговарајућа имена: bianco pentelico, bianco carrara,travertino romano, rosso antico, rosso levanto, rosa egeo, nero antico, итд. Са употребом скупоцених увозних материјала порасла је и њихова цена, тако да се мозаик употребљавао само за украшавање јавних зграда и кућа богаташа.
Како се за време царства непрестано повећавао увоз мермера и другог вишебојног камена из различитих Римских провинција: Египта (porfdo), Фригије (pavonazzetto) итд, већина античких каменолома временом је „испражњена”.
Остали материјали
За израду једноставних подова уместо мермера коришћени су материјали од ломљене теракоте, мешањем лончарских отпадака, црепа, цигле и слично са малтером. Тако је настајала непропусна црвенкаста смеса која је служила за облагање цистерни, тераса и подова. Због своје компактности и чврстоће ова маса служила је и као добра подлога за квалитетне и скупоцене мозаичке подове. Према Муру (R. Mooru) код ових мозаика, заправо се не ради се о правом мозаику, већ (данашњим речником грађевинских појмова речено) о некој врсти тераца, или изворно пунском поду - (pavimenta poenica). Његова израда касније се проширила по Северној Африци, Сардинији и Сицилији.

### Разлика између мајстора за зидне и подне мозаике
У 4. веку у Кодексу Теодосијанусу (Codexu Theodosianusu) из 438. године описане су разлике између мајстора - уметника који изводи зидне мозаике (musivariusa), и мајстора . уметника који ради подне мозаике (tessellariusa). Упркос овој прецизној и детаљној подели, у пракси није постојала тако оштра разлика између уметности и мајсторске израде. Прилагођавање мозаика архитектонској форми доводи се у уску везу између уметника (pictora imaginariusa) и (musivariusa), засновану на њиховој узајамној сарадњи у креацији и изради, постављању мозаика и узајамности простор - освјетљења. Уметник (pictor imaginarius) као аутор картона за израду мозаиа одређивао је површину мозаика, величину, боју, материјал и начин постављања тесера, док је мајстор за мозаике (musivariusa) изводио компликоване делове мозаика.